# Classe Novara
A Classe Novara foi um classe de cruzadores de reconhecimento operada pela Marinha Austro-Húngara, composta pelo SMS Saida, SMS Helgoland e SMS Novara. Suas construções começaram pouco antes do início da Primeira Guerra Mundial; o batimento de quilha das duas primeiras embarcações ocorreu em 1911, enquanto da última aconteceu em 1912. O Saida foi construído pelo estaleiro austríaco Cantiere Navale Triestino, enquanto o Helgoland e o Novara foram construídos pelo estaleiro húngaro da Ganz-Danubius. Os primeiros dois navios foram lançados ao mar em 1912 e comissionados na frota em 1914, enquanto o terceiro e último foi lançado em 1913 e comissionado em 1915.
Os cruzadores da Classe Novara eram armados com uma bateria principal composta por nove canhões de 100 milímetros montados em montagens pedestais únicas. Tinham um comprimento de fora a fora de 130 metros, uma boca de doze metros, um calado de aproximadamente cinco metros e um deslocamento carregado de mais de quatro mil toneladas. Seus sistemas de propulsão eram compostos por dezesseis caldeiras a carvão que alimentavam dois conjuntos de turbinas a vapor, que por sua vez giravam duas hélices até uma velocidade máxima de 27 nós (cinquenta quilômetros por hora). Os navios também tinham um pequeno cinturão de blindagem de sessenta milímetros de espessura.
Os três navios foram designados para integrarem a 1ª Flotilha Torpedeira assim que entraram em serviço. Eles pouco fizeram durante o primeiro ano da guerra, mas participaram do Bombardeio de Ancona em maio de 1915 depois da declaração de guerra da Itália. Pelo resto de 1915 e por 1916 as embarcações tomaram parte em vários ataques pelo Mar Adriático e Estreito de Otranto, principalmente contra a Barragem de Otranto, que impedia a passagem da Marinha Austro-Húngara para o Mar Mediterrâneo. Estas ações culminaram com a Batalha do Estreito de Otranto no início de maio de 1917, o maior confronto de superfície da Campanha do Adriático, que terminou com a vitória austro-húngara.
As embarcações permanecerem no porto pelo restante da guerra até outubro de 1918, quando a Áustria-Hungria, à beira da derrota, os transferiu para o recém formado Estado dos Eslovenos, Croatas e Sérvios para que não fossem tomados pelos Aliados. Entretanto, isto não foi reconhecido pelo Armistício de Villa Giusti, assinado em novembro. Os cruzadores foram divididos no pós-guerra, com o Saida e o Helgoland sendo entregues à Itália e renomeados Venezia e Brindisi, enquanto o Novara foi cedido à França e renomeado Thionville. As embarcações italianas serviram até 1937, quando foram desmontadas, enquanto o Thionville foi descomissionado em 1932, porém só desmontado em 1941.

## Antecedentes

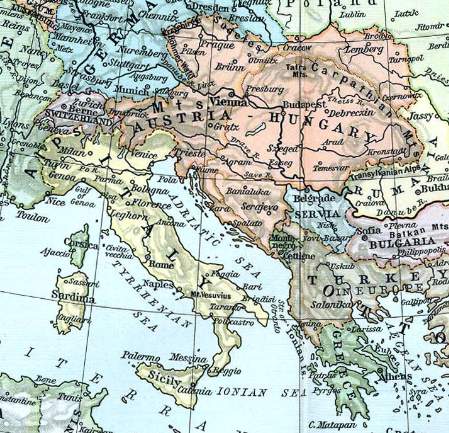
Mapa da Áustria-Hungria e Itália em 1911, com o Mar Adriático entre os dois

A tonelagem total de navios da Marinha Austro-Húngara em 1904 era de 131 mil toneladas a partir de 95 embarcações de diferentes tamanhos. A frota era capaz de defender o litoral da Áustria-Hungria, mas era drasticamente inferior a outras grandes marinhas do Mar Mediterrâneo. A Liga Naval Austríaca foi estabelecida em setembro de 1904, enquanto no mês seguinte o vice-almirante conde Rudolf Montecuccoli foi nomeado Comandante da Marinha e Chefe da Seção Naval dentro do Ministério da Guerra. Com isto, a Marinha Austro-Húngara começou um programa de expansão naval que tinha a intenção de igualar o país com as outras grandes potências europeias. Montecuccoli imediatamente foi atrás dos mesmos esforços defendidos pelo almirante barão Hermann von Spaun, seu predecessor, e começou a fazer pressão por uma marinha expandida e modernizada.
A política naval austro-húngara começou a mudar logo no início do século XX para longe da simples defesa litorânea de décadas anteriores em favor da projeção de poderio naval no Mar Adriático e até mesmo no Mediterrâneo. Esta mudança foi motivada tanto por fatores internos quanto por externos. Novas ferrovias tinham sido construídas entre 1906 e 1908 através dos passos alpinos, conectando Trieste e o litoral da Dalmácia com o resto do império. Impostos mais baixos no porto de Trieste ajudaram na expansão da cidade e também no crescimento similar da marinha mercante austro-húngara. Estas mudanças necessitaram o desenvolvimento de novos navios capazes de fazerem mais do que apenas defenderem o litoral da Áustria-Hungria.
Poderio naval nunca tinha sido uma prioridade da política externa do império e a marinha atraia pouco interesse ou apoio público. Entretanto, a nomeação em setembro de 1902 do arquiduque Francisco Fernando, herdeiro presuntivo do trono e um grande proponente da expansão naval, como almirante aumentou muito a importância da marinha nos olhos do público e também dos parlamentos austríaco e húngaro. O interesse de Francisco Fernando vinha principalmente de sua crença de que uma marinha forte seria necessária para competir com a Itália, que ele enxergava como a maior ameaça regional da Áustria-Hungria.

### Corrida armamentista
O Admiral Spaun foi autorizado quanto a Áustria-Hungria estava em uma corrida armamentista naval contra a Itália, que era, pelo menos nominalmente, sua aliada. A Marinha Real Italiana era considerada a potência naval mais importante da região, com a qual a Áustria-Hungria frequentemente se comparava desfavoravelmente. A disparidade entre as marinhas dos dois países já existia há décadas; no final da década de 1880, a Itália tinha a terceira maior frota naval do mundo, atrás apenas da Marinha Real Britânica e da Marinha Nacional Francesa. Essa disparidade foi um pouco equalizada pelo crescimento da Marinha Imperial Russa e da Marinha Imperial Alemã, que superaram a Marinha Real Italiana em 1893 e 1894, respectivamente, porém o equilíbrio começou a pender de volta em favor da Itália em meados de 1904. Neste ano a Marinha Real Italiana tinha uma tonelagem que era mais do que o dobro daquela da Marinha Austro-Húngara, possuindo também mais do que o dobro do número de cruzadores.
| Poderio naval da Itália e Áustria-Hungria em 1904 | Poderio naval da Itália e Áustria-Hungria em 1904 | Poderio naval da Itália e Áustria-Hungria em 1904 | Poderio naval da Itália e Áustria-Hungria em 1904 | Poderio naval da Itália e Áustria-Hungria em 1904 | Poderio naval da Itália e Áustria-Hungria em 1904 |
| ------------------------------------------------- | ------------------------------------------------- | ------------------------------------------------- | ------------------------------------------------- | ------------------------------------------------- | ------------------------------------------------- |
| Tipo                                              | Itália                                            | Itália                                            | Áustria-Hungria                                   | Áustria-Hungria                                   | Razão de tonelagem                                |
| Tipo                                              | Número                                            | Tonelagem                                         | Número                                            | Tonelagem                                         | Razão de tonelagem                                |
| Couraçados                                        | 13                                                | 166 724 t                                         | 10                                                | 85 560 t                                          | 1,9:1                                             |
| Cruzadores blindados                              | 6                                                 | 39 903 t                                          | 3                                                 | 18 810 t                                          | 2,1:1                                             |
| Cruzadores protegidos                             | 14                                                | 37 393 t                                          | 6                                                 | 17 454 t                                          | 2,1:1                                             |
| Contratorpedeiros                                 | 15                                                | 12 848 t                                          | 8                                                 | 5 070 t                                           | 2,5:1                                             |
| Barcos torpedeiros                                | 145                                               | 10 477 t                                          | 68                                                | 4 252 t                                           | 2,4:1                                             |
| Total                                             | 195                                               | 267 345 t                                         | 95                                                | 131 246 t                                         | 2,3:1                                             |

### Propostas

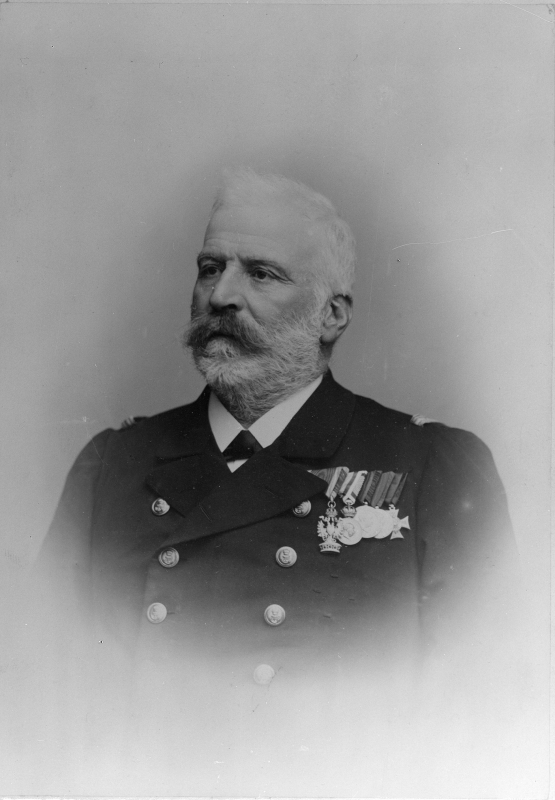
Rudolf Montecuccoli, defensor da modernização da frota austro-húngara

Os navios da Classe Novara foi concebidos conceitualmente em 1905, quando Montecuccoli elaborou sua primeira proposta para uma frota moderna como parte de seu plano para construir uma marinha grande o bastante para contestar o Mar Adriático. Este plano inicial consistia em doze couraçados, quatro cruzadores blindados, oito cruzadores de reconhecimento, dezoito contratorpedeiros, 36 embarcações torpedeiras de alto-mar e seis submarinos. Especificidades ainda não tinham sido definidas, mas quatro dos cruzadores de reconhecimento se tornariam o SMS Admiral Spaun e a Classe Novara. As delegações austríaca e húngara para Assuntos Comuns aprovaram parte do programa de Montecuccoli no final de 1905, porém o orçamento incluía apenas os couraçados da Classe Erzherzog Karl, o Admiral Spaun e seis contratorpedeiros. Os cruzadores da Classe Novara só foram ser incluídos na proposta orçamentária em 1909.
Montecuccoli, aproveitando-se do apoio político austríaco e húngaro para uma expansão naval e usando os temores de uma guerra contra a Itália sobre a Crise Bósnia do ano anterior, propôs em janeiro de 1909 ao imperador Francisco José I uma frota ainda maior, incluindo três cruzadores similares ao Admiral Spaun. Esta proposta vazou para a imprensa e isso acabou intensificando a corrida armamentista entre Áustria-Hungria e Itália, também desviando toda atenção pública para as diferentes propostas de couraçados sendo apresentadas pelos dois países. Montecuccoli mesmo assim não negligenciou outros aspectos de seu programa e em setembro propôs ao Conselho Ministerial Austro-Húngaro um orçamento para o ano seguinte que autorizaria, entre outras coisas, a Classe Novara. Entretanto, seu desejo por novos cruzadores foi novamente adiado, desta vez devido aos gastos realizados pela Áustria-Hungria após a anexação da Bósnia e Herzegovina e pelos custos da mobilização da marinha e exército em decorrência da crise diplomática criada pela anexação. A marinha recebeu apenas o suficiente para finalizar a construção do Admiral Spaun e dos couraçados da Classe Radetzky.

### Financiamento
Montecuccoli, diante de mais um revés, rascunhou outra proposta para Francisco José em 30 de maio de 1910, novamente pedindo pelo fortalecimento da marinha, incluindo a Classe Novara. Desenvolvimentos recentes pós-Crise Bósnia, como o anúncio da expansão naval italiana, a construção do novo dreadnought italiano Dante Alighieri e a modernização da flotilha de torpedeiros italianos fez Montecuccoli avisar ao imperador que sua marinha não seria capaz de proteger o litoral da Áustria-Hungria, necessitando assim da "finalização urgente e mais rápida possível" do programa de expansão naval. Isto incluía a Classe Novara, quatro couraçados da Classe Tegetthoff, seis contratorpedeiros, doze barcos torpedeiros, seis submarinos e quatro monitores fluviais. Os planos de Montecuccoli custariam 330 milhões de coroas e seriam finalizados até 1915.
Francisco José apoiou a proposta e este apoio, mais aquele de Francisco Fernando e da Liga Naval Austríaca, foram suficientes para que Montecuccoli conseguisse em dezembro de 1910 o dinheiro necessário das delegações austríaca e húngara. Nessa altura, a construção dos dois primeiros couraçados da Classe Tegetthoff já tinha começado, o que forçou os opositores restantes no governo a cederem. A versão final da proposta incluía pequenas modificações, com o prazo de construção crescendo para 1916 e o custo final reduzido para 312,4 milhões de coroas. Apesar de um debate acalorado entre os delegados, incluindo uma tentativa de acabar com a proposta e iniciar conversas com a Itália sobre um fim para a corrida armamentista entre dois países nominalmente aliados, a grande maioria das delegações austríaca e húngara apoiaram o plano de expansão naval.
Montecuccoli justificou a construção da Classe Novara durante uma reunião diante do Conselho Ministerial da Áustria-Hungria em 5 de janeiro de 1911, argumentando que esses cruzadores de reconhecimento eram necessários para operações militares no Adriático e que também seu projeto possibilitaria que operassem no Mediterrâneo se por acaso fosse necessário. O preço final para os três membros da classe foi estabelecido em trinta milhões de coroas, dez milhões por navios. Eles foram provisoriamente nomeados de "Cruzador G", "Cruzador H" e "Cruzador J". As últimas barreiras políticas foram finalmente superadas até fevereiro e o contrato para a construção do "Cruzador G" foi entregue para o Cantiere Navale Triestino em Monfalcone. Os contratos do "Cruzador H" e "Cruzador J" foram entregues para a Ganz-Danubius em Fiume em abril.

## Projeto

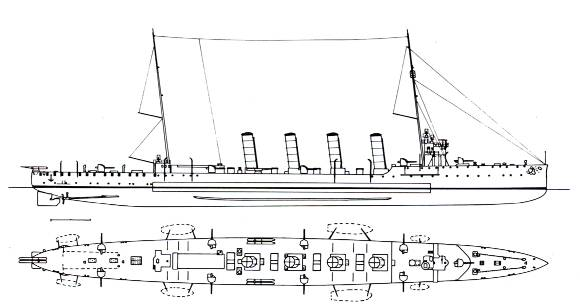
Desenho da Classe Novara

O projeto da Classe Novara foi inspirado naquele do predecessor Admiral Spaun, porém apesar de serem diferentes entre si, tanto publicações contemporâneas quanto modernas ocasionalmente conectam as quatro embarcações como todas membros de uma classe única. Os cruzadores da Classe Novara foram concebidos a partir da premissa de que o teatro de operações em que operariam seria confinado principalmente ao Adriático. Montecuccoli ainda assim acreditava que os navios seriam capazes de desempenharem suas funções originais bem-sucedidamente caso a Áustria-Hungria entrasse em um conflito naval maior que também englobasse o Mediterrâneo, assim uma classe de cruzadores de batalha não era necessária.
Os cruzadores tinham um comprimento de fora a fora de 130,64 metros, boca de 12,79 metros e calado máximo de 4,6 metros. Seu deslocamento normal era de 3,5 mil toneladas e o deslocamento carregado de 4 017 toneladas. O sistema de propulsão consistia em duas hélices giradas por duas turbinas a vapor, fabricados pela Melms-Pfenniger para o Saida e AEG-Curtis para o Helgoland e Novara. Estas turbinas tinham uma potência indicada de 25,6 mil cavalos-vapor (19,1 mil quilowatts) e seu vapor provinha de dezesseis caldeiras de tubos d'água Yarrow, o que dava às embarcações uma velocidade máxima de 27 nós (cinquenta quilômetros por hora). Cada navio carregava 710 toneladas de carvão, o que proporcionava uma autonomia de aproximadamente 1,6 mil milhas náuticas (três mil quilômetros) a 24 nós (44 quilômetros por hora). Sua tripulação era formada por 340 oficiais e marinheiros.
Os três navios da classe eram armados com uma bateria principal composta por nove canhões Škoda K11 calibre 50 de 100 milímetros em montagens pedestais únicas. Três ficavam instalados no castelo da proa, quatro ficavam à meia-nau com duas em cada lateral e as duas restantes ficavam lado a lado no tombadilho. Cada cruzador também tinha um canhão SFK L/44 de 47 milímetros. Um canhão antiaéreo Škoda K10 calibre 50 de 66 milímetros e seis tubos de torpedo de 533 milímetros em montagens duplas foram adicionados em 1917. As armas com as quais a Classe Novara foi equipada eram menores do que as de outros cruzadores da época, o que levou a planos de remover aquelas do castelo da proa e tombadilho e substitui-las por dois canhões de 149 milímetros, porém essas modificações nunca foram realizadas antes do fim da guerra.
A Classe Novara era protegida por um cinturão principal de blindagem na linha d'água que tinha sessenta milímetros de espessura à meia-nau. Os canhões eram protegidos por um escudo de quarenta milímetros, enquanto o convés tinha vinte milímetros. A torre de comando possuía laterais de sessenta milímetros de espessura.

## Navios
| Navio     | Construtor                | Homônimo                | Batimento             | Lançamento              | Comissionamento       | Destino             |
| --------- | ------------------------- | ----------------------- | --------------------- | ----------------------- | --------------------- | ------------------- |
| Saida     | Cantiere Navale Triestino | Bombardeio de Sídon     | 9 de setembro de 1911 | 26 de outubro de 1912   | 1º de agosto de 1914  | Desmontados em 1937 |
| Helgoland | Ganz-Danubius             | Batalha da Heligolândia | 28 de outubro de 1911 | 23 de novembro de 1912  | 5 de setembro de 1914 | Desmontados em 1937 |
| Novara    | Ganz-Danubius             | Batalha de Novara       | 9 de dezembro de 1912 | 15 de fevereiro de 1913 | 10 de janeiro de 1915 | Desmontado em 1941  |

## Construção
O batimento de quilha do "Cruzador G" ocorreu na Cantiere Navale Triestino no dia 9 de setembro de 1911, após meses de incerteza fiscal e política pois os orçamentos dos navios estava conectado ao mesmo orçamento que autorizou os couraçados da Classe Tegetthoff. O batimento de quilha do "Cruzador H" ocorreu em 28 de outubro na Ganz-Danubius. O "Cruzador G" foi formalmente nomeado Saida em homenagem ao bombardeio austríaco da cidade de Sídon durante a Crise Oriental de 1840, sendo lançado ao mar em 26 de outubro de 1912. O "Cruzador H" foi nomeado Helgoland em homenagem à Batalha da Heligolândia durante a Segunda Guerra de Schleswig e lançado ao mar 23 de novembro de 1912. O "Cruzador J" teve seu batimento de quilha em 9 de dezembro de 1912 logo após o lançamento do Helgoland e foi lançado ao mar apenas dois meses depois em 15 de fevereiro de 1913, tendo sido nomeado Novara em homenagem à Batalha de Novara travada durante a Primeira Guerra de Independência Italiana.
Francisco Fernando foi assassinado em 28 de junho de 1914 em Sarajevo, iniciando uma série de eventos em cadeia que levou ao início da Primeira Guerra Mundial exatamente um mês depois em 28 de julho, quando a Áustria-Hungria declarou guerra contra a Sérvia. A Itália declarou sua neutralidade em 1º de agosto, acabando com as esperanças da Áustria-Hungria de usar seus navios maiores, incluindo aqueles da Classe Novara, em operações no Mediterrâneo, pois contava com o carvão italiano para operar em conjunto com a Marinha Real Italiana. A Marinha Austro-Húngara consequentemente decidiu suspender quaisquer encomendas ou projetos de construção de novos navios, devolvendo o dinheiro de volta ao Ministério das Finanças para serem usados na guerra. O Saida na época estava a apenas alguns dias de ser comissionado, assim os cruzadores da Classe Novara receberam permissão de continuarem suas construções e equipagens, porém as obras no Novara foram atrasadas em decorrências da guerra.

## História

### Início de serviço

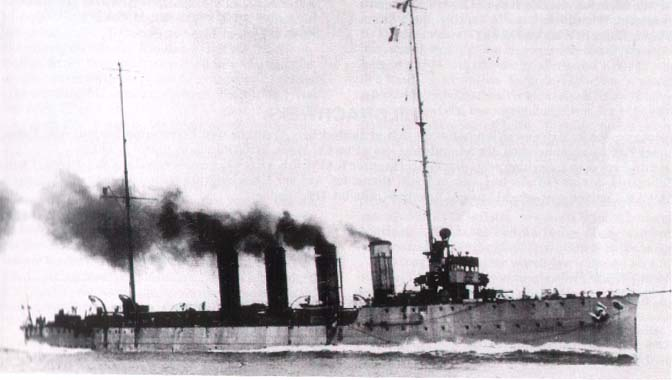
O Helgoland c. 1914

O Saida foi comissionado na frota austro-húngara em 1º de agosto de 1914, apenas quatro dias depois do início da Primeira Guerra Mundial. Ele foi imediatamente designado como líder de flotilha da 1ª Flotilha Torpedeira, sob o comando do capitão de mar Heinrich Seitz. A 1ª Flotilha Torpedeira também tinha seis contratorpedeiros da Classe Tátra, seis contratorpedeiros da Classe Huszár, dez a dezoito barcos torpedeiros e dois navios depósito. Sua primeira missão foi levar sua flotilha para a base naval de Sebenico, ainda no mês de agosto. O Helgoland foi comissionado em 5 de setembro e também designado para a 1ª Flotilha Torpedeira.
Os dois navios entraram muito tarde para participarem das manobras austro-húngaras em suporte dos alemães SMS Goeben e SMS Breslau. A Marinha Austro-Húngara pouco fez na guerra depois disso, passando a maior parte de seu tempo ancorada. Essa inatividade se deu por vários motivos, como temores de minas navais, medo que um confronto direto contra a Marinha Nacional Francesa fosse enfraquecer a Marinha Austro-Húngara a ponto de permitir livre operação para a Marinha Real Italiana, um bloqueio anglo-francês na forma da Barragem de Otranto e escassez de carvão. Este último vinha do fato de que 75% do suprimento de carvão da Áustria-Hungria era comprado do Reino Unido. Consequentemente, os principais navios austro-húngaros foram empregados como uma frota de intimidação, prendendo forças navais Aliadas na região.
O Saida e Helgoland mesmo assim ficaram entre os navios austro-húngaros mais ativos pelo restante de 1914. A maior parte da frota permaneceu atracada em suas bases após agosto, mas o Helgoland participou de uma surtida para a ilha de Lissa em 3 de novembro depois de relatos sobre a presença de navios franceses na área, porém estes já tinham ido embora quando o cruzador chegou. O Novara foi comissionado em 10 de janeiro de 1915. A Campanha de Galípoli começou em março e a Alemanha passou a pressionar a Áustria-Hungria para auxiliar o Império Otomano. O vice-almirante Anton Haus, comandante da frota austro-húngara, considerou enviar o Novara com uma carga de munição para um porto otomano, mas acabou desistindo da operação porque era muito arriscada para um ganho mínimo, pois a embarcação não poderia carregar uma carga particularmente grande. O Novara rebocou o submarino alemão SM UB-8 de Pola para o Adriático em 2 de maio. Eles escaparam de patrulhas franceses até o dia 6, quando foram avistados por franceses próximos de Cefalônia. O cruzador então cortou sua linha de reboque e fugiu para o norte, enquanto o UB-8 submergiu e escapou.

### Ancona
A Itália negociou com os Aliados sua entrada no conflito em abril de 1915. Os italianos renunciaram a sua aliança prévia com a Alemanha e Áustria-Hungria em 4 de maio, dando a todos um aviso adiantado de que a Itália estava se preparando para entrar em guerra contra eles. Haus fez preparações a fim de enviar suas principais embarcações para o Adriático e realizar um grande ataque contra a Itália assim que a guerra fosse declarada, com o imperador Francisco José dando permissão para a operação em 20 de maio. A declaração ocorreu três dias depois, com a frota austro-húngara, incluindo os três cruzadores da Classe Novara, seguindo para bombardear a costa italiana.
O Novara mais um contratorpedeiro e dois barcos torpedeiros bombardearam Porto Corsini, próximo de Ravena. A artilharia costeira italiana conseguiu matar seis tripulantes do Novara, porém o navio em si escapou praticamente ileso. Enquanto isso, o Helgoland e dois contratorpedeiros enfrentaram e afundaram o contratorpedeiro italiano Turbine. O Saida e o Helgoland, acompanhados do Admiral Spaun, do cruzador protegido SMS Szigetvár e nove contratorpedeiros, também proporcionaram uma linha defensiva contra um possível contra-ataque italiano, que nunca ocorreu. A frota austro-húngara seguiu então para bombardear também o litoral de Montenegro. O Bombardeio de Ancona foi um enorme sucesso para a Marinha Austro-Húngara, com a infraestrutura portuária e militar de Ancona e das cidades vizinhas tendo sido seriamente danificada.

### Outras ações

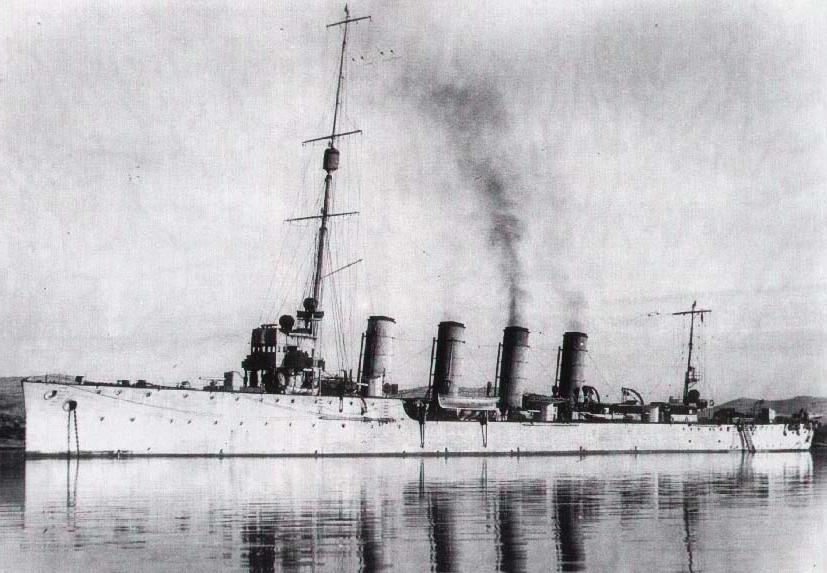
O Saida c. 1916

A Classe Novara foi usada regularmente pelo restante da guerra em ações contra os italianos.  O Saida e o Helgoland, acompanhados de quatro contratorpedeiros, bombardearam forças italianas na ilha de Pelagosa em 28 de julho e depois em 17 de agosto, porém a planejada invasão foi cancelada quando ficou claro que as defesas italianas eram muito fortes. Os dois cruzadores e o resto da 1ª Flotilha Torpedeira fizeram uma incursão no litoral albanês na noite de 22 de novembro e afundaram dois navios de transporte italianos farinha. O Helgoland, Novara, seis contratorpedeiros da Classe Tátra, seis barcos torpedeiros da Classe de 250 toneladas e um navio-tanque foram transferidos para Cátaro em 29 de novembro com o objetivo de facilitar ataques contra embarcações mercantes italianas.
O Novara, quatro contratorpedeiros e três barcos torpedeiros fizeram outro ataque contra rotas mercantes em 5 de dezembro, afundando três navios de transporte e vários pesqueiros, em seguida foram para Shëngjin e afundaram mais cinco navios a vapor e cinco veleiros. Durante este segundo ataque os austro-húngaros avistara o submarino francês Fresnel, que tinha encalhado na foz do rio Bojana, com sua tripulação sendo feita prisioneira. O Helgoland e cinco contratorpedeiros fizeram outra incursão na noite de 28 de dezembro, desta vez com o cruzador abalroando e afundando o submarino francês Monge, porém dois contratorpedeiros bateram em minas e um afundou. O Novara, Admiral Spaun e o navio de defesa de costa SMS Budapest foram enviados para o ajudar. O Helgoland conseguiu fugir de seus perseguidores no meio da escuridão e encontrar com os reforços, voltando para casa em segurança.
O Novara e dois contratorpedeiros realizaram mais uma incursão em 29 de janeiro de 1916, desta vez contra Durazo. Entretanto, no caminho os contratorpedeiros colidiram um com o outro e precisaram voltar para o porto. O Novara continuou sozinho, mas encontrou o cruzador protegido italiano Puglia e um contratorpedeiro francês, abortando o ataque após um breve confronto e voltando para casa pois o elemento surpresa tinha sido perdido. O Helgoland, dois contratorpedeiros e três barcos torpedeiros atacaram as traineiras da Barragem de Otranto na noite de 31 de maio, afundando uma. Outro ataque contra as traineiras ocorreu em 9 de julho, com o Novara afundando duas, danificando outras duas e capturando nove marinheiros britânicos. Problemas recorrentes com os motores do Saida impediram que ele participasse de tantas ações quanto seus irmãos.

### Estreito de Otranto

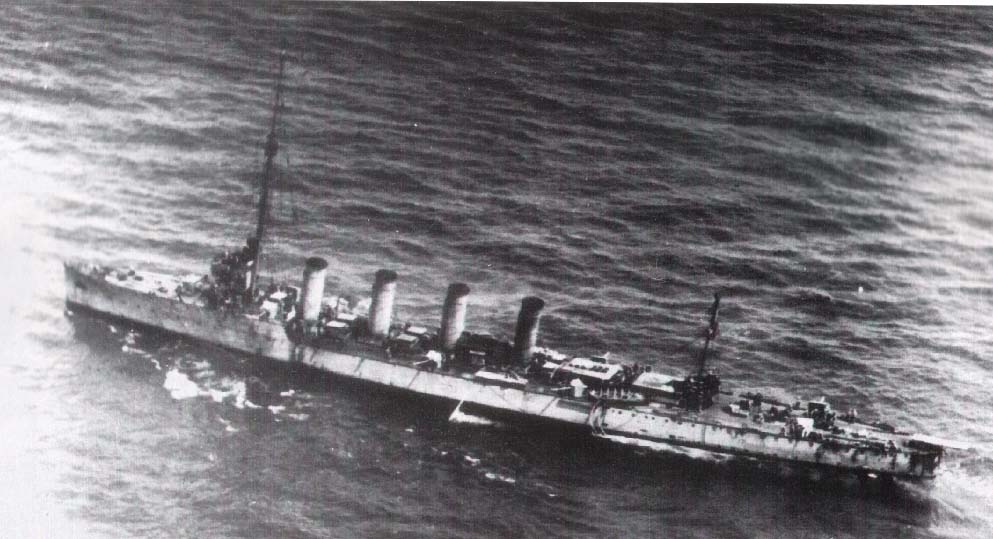
O Novara danificado depois da Batalha do Estreito de Otranto em maio de 1917

O capitão de linha Miklós Horthy começou a planejar em meados de fevereiro de 1917 um grande ataque contra as traineiras da Barragem de Otranto usando os três cruzadores da Classe Novara. Estes foram modificados para se parecerem com contratorpedeiros e também passaram por uma manutenção completa. Suas caldeiras e turbinas foram limpadas a fim de garantir a maior eficiência possível, com uma arma antiaérea foi instalada em cada um. Enquanto isso, contratorpedeiros fizeram várias varreduras pelo litoral albanês com o objetivo de avaliar o tamanho e composição das defesas Aliadas. A operação foi autorizada pelo contra-almirante Alexander Hansa em 13 de maio para começar no dia seguinte. O plano era para que eles atacassem independentemente ao mesmo tempo que os contratorpedeiros SMS Balaton e SMS Csepel realizavam um outro ataque chamariz nas traineiras próximas do litoral albanês.
As embarcações partiram para a missão na noite de 14 de maio e conseguiram passar pela linha de traineiras no meio da escuridão sem serem detectados. As traineiras soltaram suas redes e começaram a seguir em direção ao Estreito de Otranto assim que os sons do ataque chamariz foram ouvidos. Os cruzadores austro-húngaros abriram fogo entre 3h30 e 3h45min contra 47 traineiras, porém o Saida parou seus motores e ficou à deriva em direção das embarcações de patrulha durante trinta minutos para poder se esconder. O ataque afundou catorze traineiras e outras quatro foram danificadas antes dos austro-húngaros recuarem. O Saida atacou mais traineiras às 4h20min, incendiando três e então parando para resgatar dezenove sobreviventes.
Quatro contratorpedeiros franceses liderados pelo contratorpedeiro italiano Carlo Mirabello foram os primeiros a entrarem em contato com os austro-húngaros, porém o contra-almirante Alfredo Acton, o comandante Aliado, foi dissuadido de atacar porque as armas dos cruzadores austro-húngaros eram maiores. Estes foram interceptados pouco depois pelos cruzadores rápidos britânicos HMS Bristol e HMS Dartmouth mais quatro contratorpedeiros italianos. O Dartmouth abriu fogo a 9,7 quilômetros de distância e os cruzadores da Classe Novara lançaram uma cortina de fumaça para se esconderem. Horthy pediu reforços, com o cruzador blindado SMS Sankt Georg, dois contratorpedeiros e quatro barcos torpedeiros partindo em auxílio. A fumaça quase fez os austro-húngaros colidirem entre si, mas permitiu que eles se escondessem dos Aliados enquanto diminuíam a distância. Eles saíram da fumaça a apenas 4,5 quilômetros dos britânicos, uma distância muito mais adequada para as armas menores levadas pelos austro-húngaros.
Os três cruzadores gradualmente afastaram seus perseguidores, mas o Novara, a capitânia de Horthy, acabou atingido várias vezes. Suas caldeiras foram incapacitadas e o navio parou, com seu oficial executivo tendo sido morto e Horthy ferido. O Saida aproximou-se para rebocar o Novara, porém nesse momento os contratorpedeiros italianos atacaram. Os disparos dos três cruzadores impediu que os italianos aproximassem o suficiente para lançarem torpedos. O Sankt Georg e a força de reforço chegou e o Saida conseguiu rebocar o Novara de volta para casa. O Sankt Georg navegou na retaguarda da linha com o objetivo de dar cobertura aos outros. O Budapest e outros três barcos torpedeiros se juntaram à escolta mais adiante no mesmo dia. As embarcações chegaram em Cátaro às 18h40min e o Novara voltou para a ativa após apenas uma semana de reparos. O capitão de linha Erich von Heyssler, o oficial comandante do Helgoland, foi condecorado com a Ordem de Leopoldo por suas ações durante a batalha.
A Marinha Austro-Húngara tentou realizar incursões semelhantes depois dessa batalha. O Helgoland e seis contratorpedeiros tentaram duplicar o ataque durante a noite de 18 de outubro, porém foram avistados por uma aeronave italiana e forçados a recuar diante da chegada de significativos reforços Aliados.

### Fim da guerra

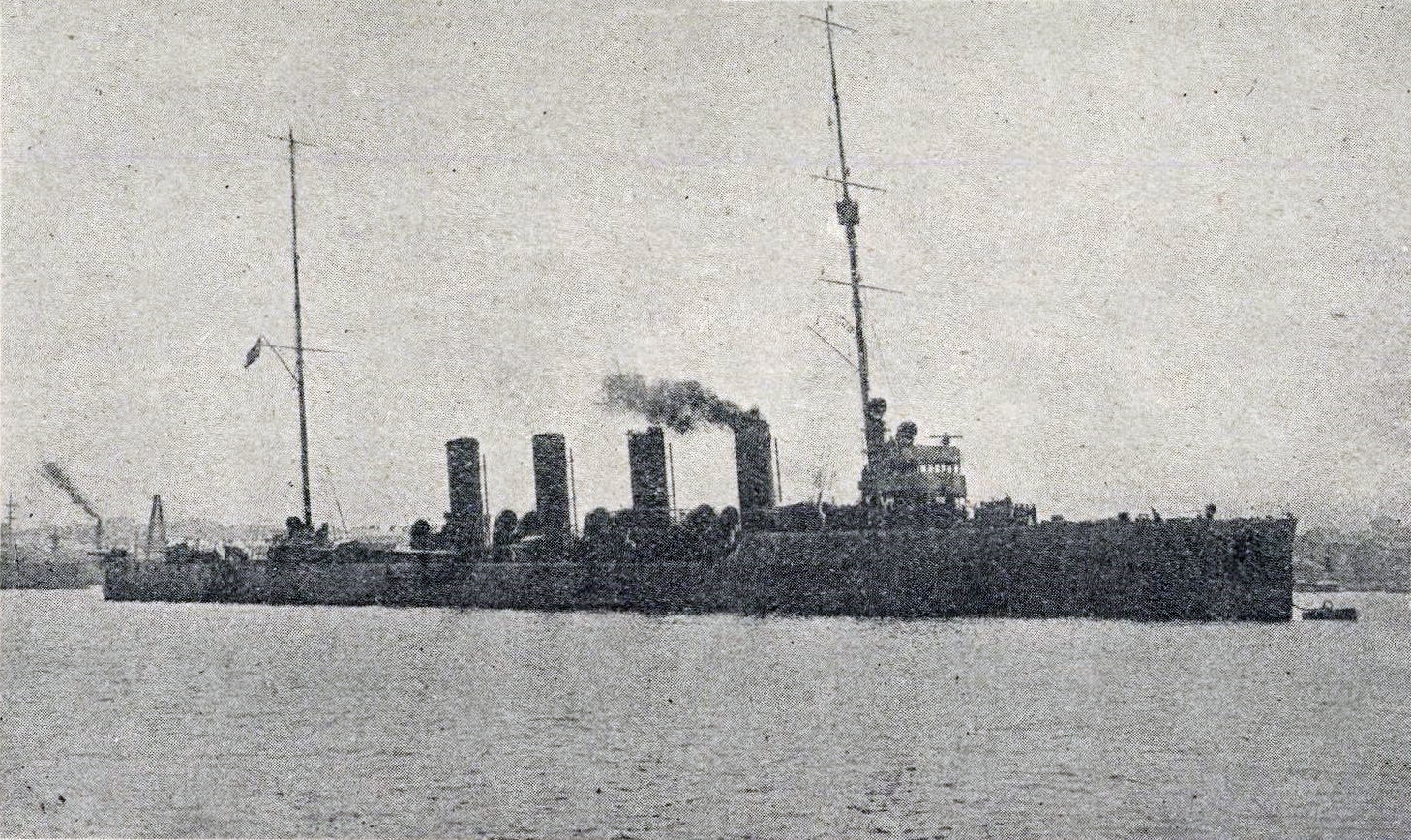
O Novara em 1917

Os longos períodos de inatividade desgastaram as tripulações de vários dos navios austro-húngaros menos utilizados em Cátaro, levando a um motim em 1º de fevereiro que rapidamente se espalhou para a maioria das embarcações no porto. As tripulações do Helgoland e Novara resistiram ao motim, com o primeiro chegando a apontar torpedos contra o amotinado Sankt Georg, porém foi dissuadido depois deste ter mirado suas armas contra o Helgoland. O capitão de fragata príncipe João de Liechtenstein, o oficial comandante do Novara, inicialmente se recusou que um contingente de amotinados subisse a bordo de seu navio, porém o cruzador blindado SMS Kaiser Karl VI apontou suas armas contra o Novara, assim João cedeu e deixou que uma bandeira vermelha fosse hasteada em apoio ao motim. João e Heyssler discutiram durante a noite como livrar seus cruzadores da situação.
Baterias costeiras leais ao governo abriram fogo no dia seguinte contra o rebelde navio blindado SMS Kronprinz Erzherzog Rudolf, fazendo com que vários dos navios amotinados abandonassem seus esforços e se juntassem aos navios legalistas na parte interna do porto. João arrancou a bandeira vermelha e ordenou que o Novara também escapasse para a parte interna do porto, onde estariam protegidos pelas baterias costeiras, sendo seguido pelo Saida e Helgoland e depois pela maioria dos barcos torpedeiros e outras embarcações. Ao final do dia apenas a tripulação do Sankt Georg e de alguns contratorpedeiros e barcos torpedeiros permaneciam em motim. Os couraçados da Classe Erzherzog Karl chegaram no dia seguinte de Pola e o motim terminou.
Horthy assumiu o comando da marinha em fevereiro de 1918, reorganizando-a de acordo com sua visão e também tirando a frota do porto com o objetivo de realizarem exercícios de manobra e artilharia regularmente. Foram as maiores operações que a marinha tinha feito desde o início da guerra. Seu plano era atacar a Barragem de Otranto com uma grande frota de couraçados, barcos torpedeiros, contratorpedeiros e cruzadores. O Helgoland e o Novara iriam atacar a barragem com o apoio de contratorpedeiros, enquanto o Saida e Admiral Spaun deveriam navegar até Otranto e bombardear estações aeronavais italianas. Entretanto, o couraçado SMS Szent István foi torpedeado por lanchas torpedeiras italianas e afundou na manhã de 10 de junho enquanto seguia para o ponto de encontro a fim de iniciar o ataque. Horthy, temendo mais ataques de lanchas ou contratorpedeiros, além da chegada de possíveis couraçados Aliados, achou que o elemento surpresa tinha sido perdido e cancelou o ataque.
Ficou claro em meados de outubro de 1918 que a Áustria-Hungria estava a beira da derrota na guerra. Consequentemente, o governo austro-húngaro decidiu transferir pacificamente a maior parte de sua frota para o recém declarado Estado dos Eslovenos, Croatas e Sérvios. Isto foi considerado uma melhor opção do que entregá-la para os Aliados, pois o novo país tinha declarado neutralidade e ainda não tinha derrubado o imperador Carlos I como soberano, assim ainda existia a possibilidade de reformar o império em uma monarquia tripla. A transferência ocorreu em 31 de outubro, porém ela não foi reconhecida pelo Armistício de Villa Giusti, assinado em 3 de novembro.

### Pós-guerra

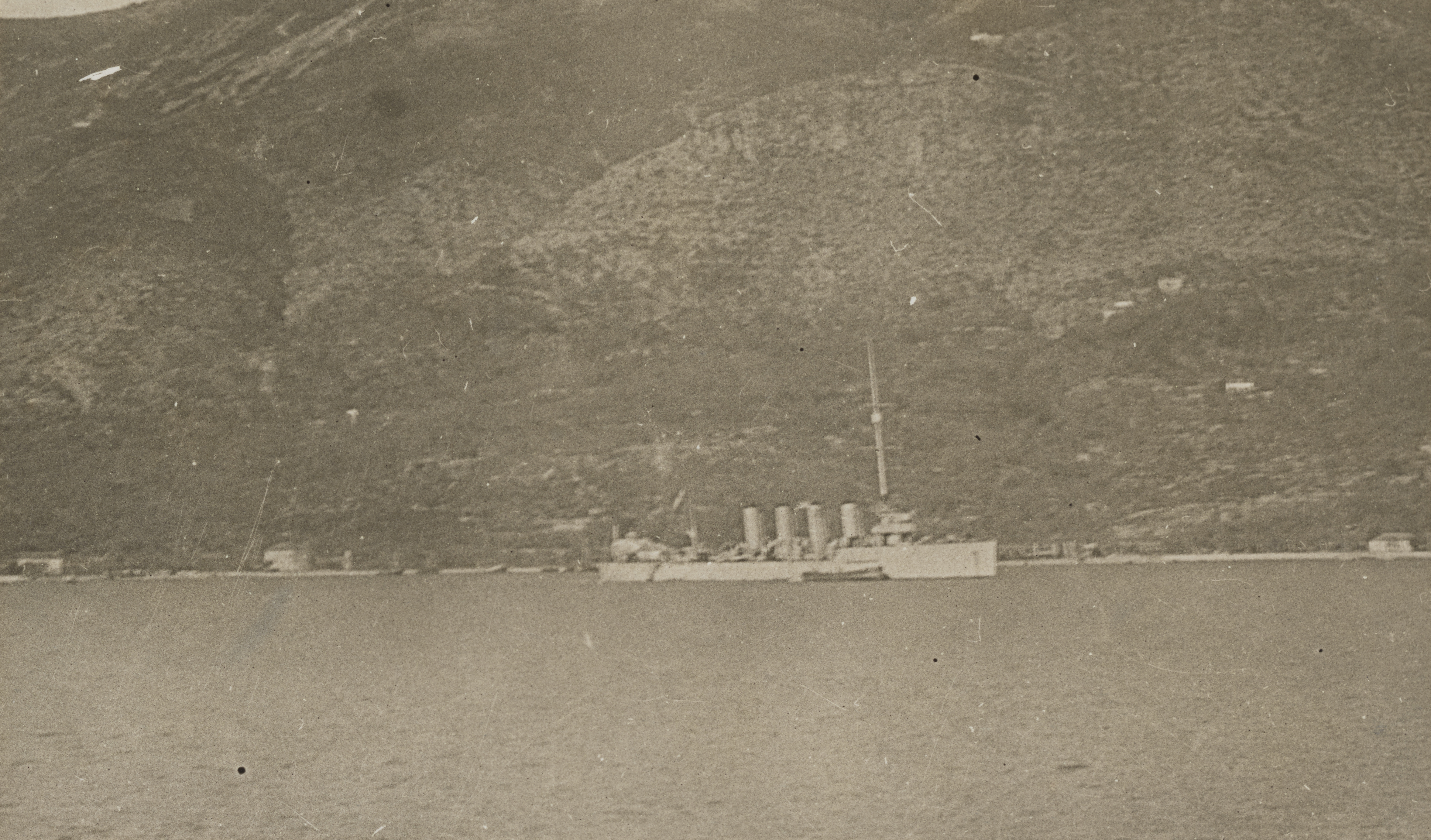
O Helgoland em Cátaro c. 1918–1919 logo depois da rendição austro-húngara

Foi apenas em 1920 que a distribuição final dos navios foi decidida entre os Aliados por meio dos termos do Tratado de Saint-Germain-en-Laye. A França recebeu o Novara, enquanto a Itália ficou com o Saida e Helgoland. Diferentemente de praticamente todos os outros navios de grande porte da Áustria-Hungria, os cruzadores da Classe Novara não foram desmontados imediatamente depois do fim da guerra, pois sua performance no Adriático durante o conflito tinha impressionado franceses e italianos. Os três acabaram sendo as maiores embarcações da Marinha Austro-Húngara a servirem ativamente pelas marinhas de outros países.
O Saida foi formalmente entregue à Itália em 19 de setembro de 1920, sendo renomeado para Venezia e comissionado na Marinha Real Italiana em 5 de julho de 1921, depois de seu canhão antiaéreo original ter sido removido por um italiano de 37 milímetros. De 1930 em diante foi usado como alojamento flutuante, primeiro em Gênova e depois em La Spezia. Foi colocado em uma doca seca em La Spezia em setembro de 1935 em preparação para ser desativado. Foi vendido em 11 de março de 1937 e desmontado.
O Helgoland  também foi transferido em 19 de setembro. Estava ancorado no momento em Bizerta, na Tunísa, sendo renomeado para Brindisi e chegando em La Spezia no dia 26 de outubro, onde foi designado para o Grupo Explorador. Foi modificado para o serviço entre 6 de abril e 16 de junho de 1921, em seguida comissionado na Marinha Real. Foi feito a capitânia do contra-almirante Massimiliano Lovatelli, o oficial comandante da Esquadra Rápida. O Brindisi partiu para Constantinopla em 3 de julho, visitando no caminho vários portos na Itália, Grécia e Império Otomano. Substituiu o cruzador blindado San Giorgio como a capitânia da Esquadra Oriental ao chegar em Constantinopla no dia 16. Foi substituído como a capitânia em 6 de outubro e permaneceu com a Esquadra Oriental até retornar para a Itália em 7 de janeiro de 1924.
O Brindisi recepcionou o rei Vítor Emanuel III entre fevereiro e março de 1924 durante as cerimônias de transferência de Fiume para o controle italiano. O cruzador foi então para a Líbia, onde passou o restante do ano. Voltou para a Itália no ano seguinte e foi designado para a Esquadra Exploradora em 1º de abril de 1926, mas colocado na reserva em 26 de julho. Foi reativado em 1º de junho de 1927 e feito a capitânia da 1ª Esquadra de Contratorpedeiros sob o contra-almirante Enrico Cuturi. Foi substituído como capitânia seis meses depois e transferido para a Esquadra Especial, tornando-se em 6 de junho de 1928 a capitânia do contra-almirante Antonio Foschini. O Brindisi fez um cruzeiro pelo leste do Mar Mediterrâneo entre maio e junho de 1929 em que visitou a Grécia e o Dodecaneso. Foschini foi substituído pelo contra-almirante Salvatore Denti em 15 de outubro e o navio foi desarmado em 26 de novembro. Foi usado como depósito em Ancona, Pola e Trieste até ser removido do registro naval em 11 de março de 1937 e desmontado.
O Novarasofreu um vazamento enquanto ainda aguardava sua transferência, obrigando-o a parar em Brindisi, na Itália, onde afundou em 29 de janeiro de 1920. Foi reflutuado no início de abril. Foi formalmente transferido para a França em 19 de setembro e renomeado para Thionville, sendo incorporado à Marinha Nacional Francesa depois de passar por reparos. O cruzador foi designado para a escola de torpedos para uso como um navio de treinamento, papel que desempenhou até 1º de maio de 1932. Foi desarmado e convertido em um alojamento flutuante em Toulon. Permaneceu lá até 1941, na Segunda Guerra Mundial, quando foi desmontado.